# Peter van Zoetendaal
Petrus (Peter) van Zoetendaal (Den Haag, 24 februari 1945) is een Nederlands kunstenaar en vormgever, die werkt als beeldhouwer, graficus, keramist, meubelontwerper, en schilder. Hij is vooral bekend van het ontwerp van banken en fauteuils in een eigen hiphop-stijl.

## Levensloop
Van Zoetendaal werd geboren in Den Haag. Na de mulo en Kweekschool voor onderwijzers, studeerde hij van 1970 tot 1975 aan de Academie voor Beeldende Kunsten in Rotterdam op de afdeling tekenen en schilderen. De laatste jaren verdiepte hij zich keramiek.
In het jaar van zijn afstuderen in 1975 kreeg Van Zoetendaal een grote opdracht van warenhuis De Bijenkorf in Rotterdam, en vestigde zich als zelfstandig kunstenaar en ontwerper in Rotterdam.

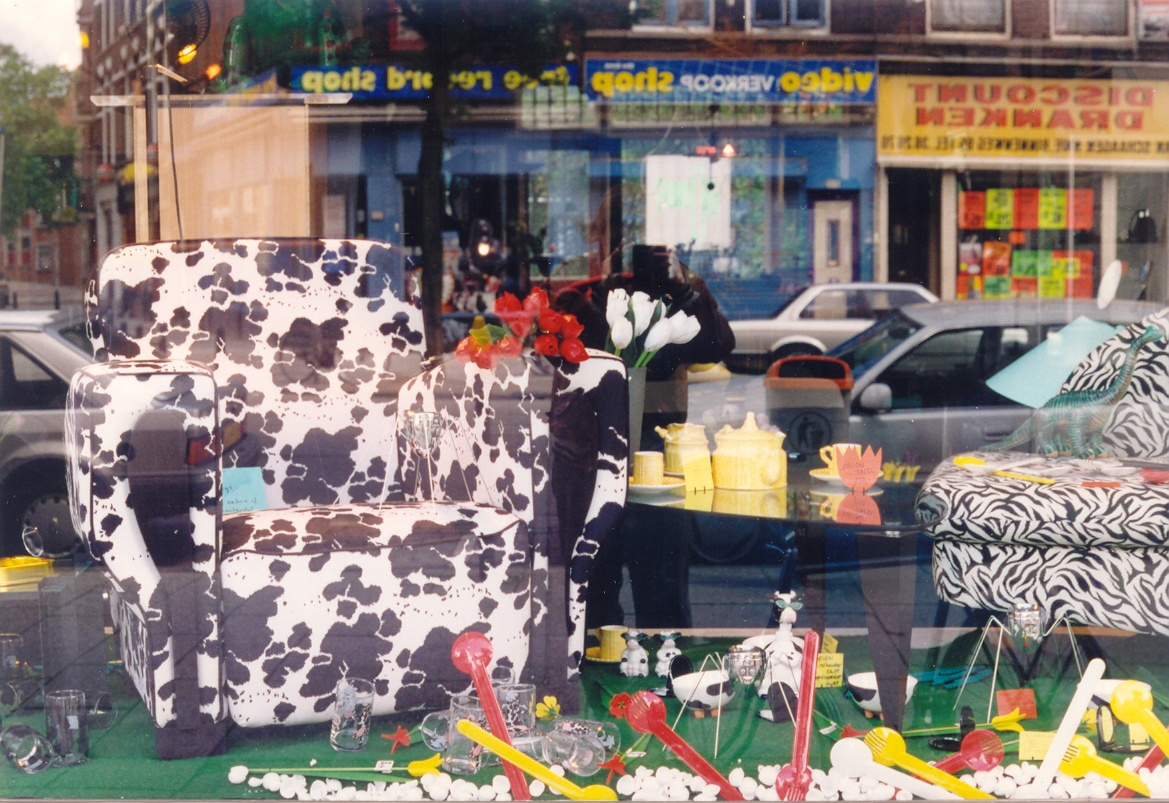
HipHop fauteuil, 1993.

In de jaren tachtig en negentig legde hij zich toe op het ontwerp van banken en fauteuils in een eigen hiphop-stijl (zie afbeelding). Zijn grote voorbeelden daarbij zijn de Franse ontwerper Philippe Starck, de Spaanse ontwerper en architect, Oscar Tusquets-Blanca, en de Italiaanse ontwerper Carlo Mollino.
Sinds de jaren tachtig is Van Zoetendaal ook actief als galeriehouder. In 1984 opende hij samen met Jaap Zwier een expositieruimte in Delfshaven De Lachende Koe, in de vroegere opslag- en expositieruimte van de Artotheek aan de Voorhaven.
Een groot succes in De Lachende Koe was de samengestelde expositie door Dora Dolz, Leda en de Zwaan (1987) en Eros & Arch (1988), met werk onder andere Rob Scholte, Carel Weeber en Willem de Ridder.
In de jaren negentig was Van Zoetendaal actief in de designwinkel Fabricati in Rotterdam en Amsterdam. Later in de jaren negentig startte hij zijn eigen galerie op de hoek Eendrachtsplein en de Rochussenstraat. In het nieuwe millennium verhuisde hij naar Zierikzee, waar hij sindsdien woont en werkt en een eigen galerie had tot 2017.

### Persoonlijk

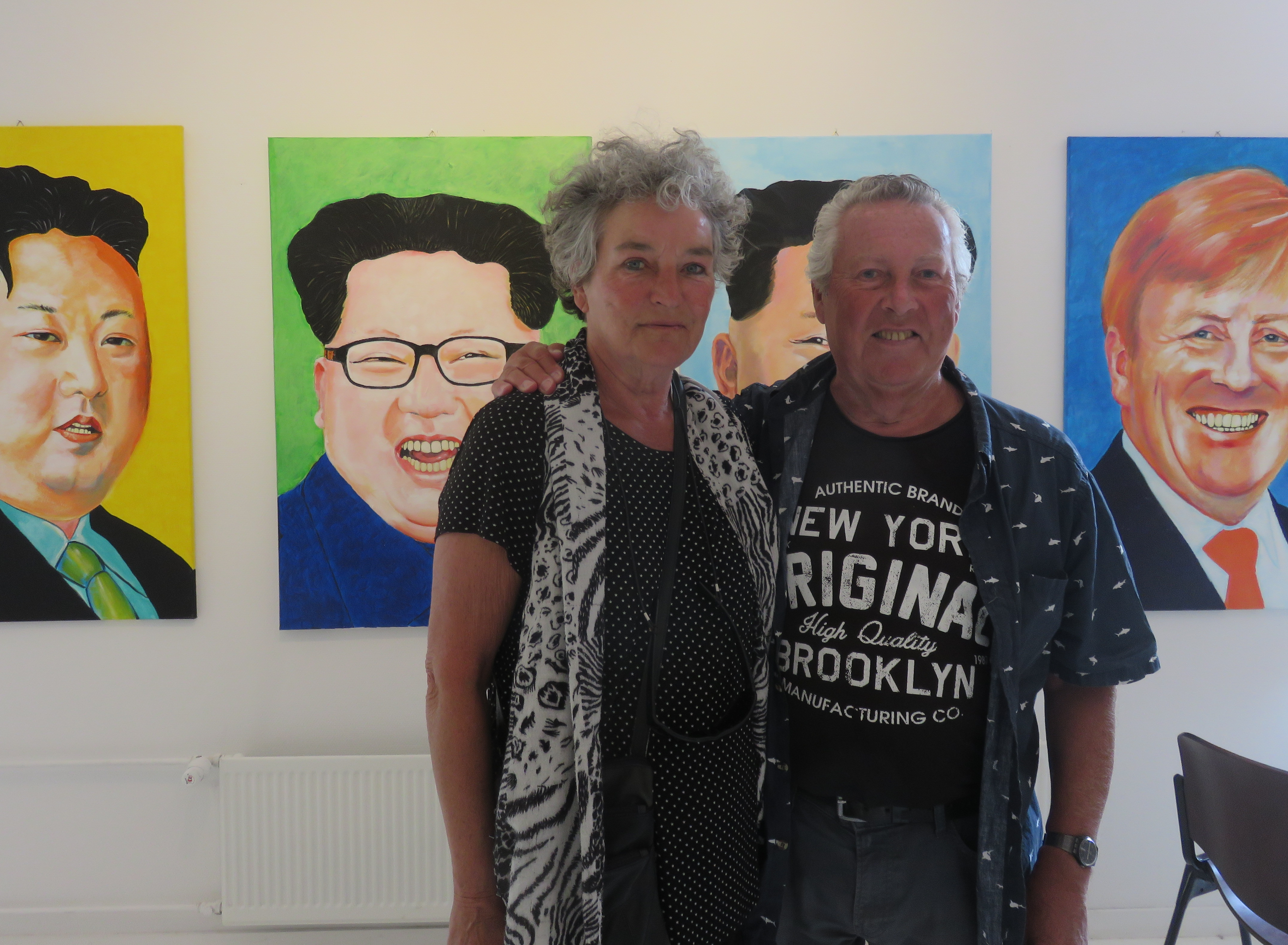
Marjon de Man en Peter van Zoetendaal, 2018.

Van Zoetendaal leeft in Zierikzee samen met Marjon de Man, een oud studiegenoot van de kunstacademie. In het voorjaar van 2018 hebben ze gezamenlijk gewerkt aan een serie portretten (zie afbeelding), die ze tentoonstellen in hun galerie voor de zomer aan het Havenpark in Zierikzee.

## Werk

### Exposities, een selectie
- 1975. Rotterdamse Keramisten 1[14][15]
- 1976. Rotterdamse Keramisten 2 en 3[15]
- 1976. Concours Internationale te Faenza, Italië[15]
- 1983. Galerie Nieuw Rotterdams Peil, metro station Oostplein[16]
- 1991. Nieuwe meubelontwerpen, The Frozen Fountain, Amsterdam[17][18]
- 1993. Rotterdams Design: 23 november 1993 t/m 9 januari 1994. Rotterdam, Museum Hillesluis, 1993

### Publicaties, een selectie
- Deutz~Lynda (red.) De Lachende koe 1984-1989, Alx Meidam, Rotterdam, 2000.
- Peter Hofland (red.) e.a. Rotterdams Design: 23 november 1993 t/m 9 januari 1994. Rotterdam, Museum Hillesluis, 1993.

### Fotogalerij

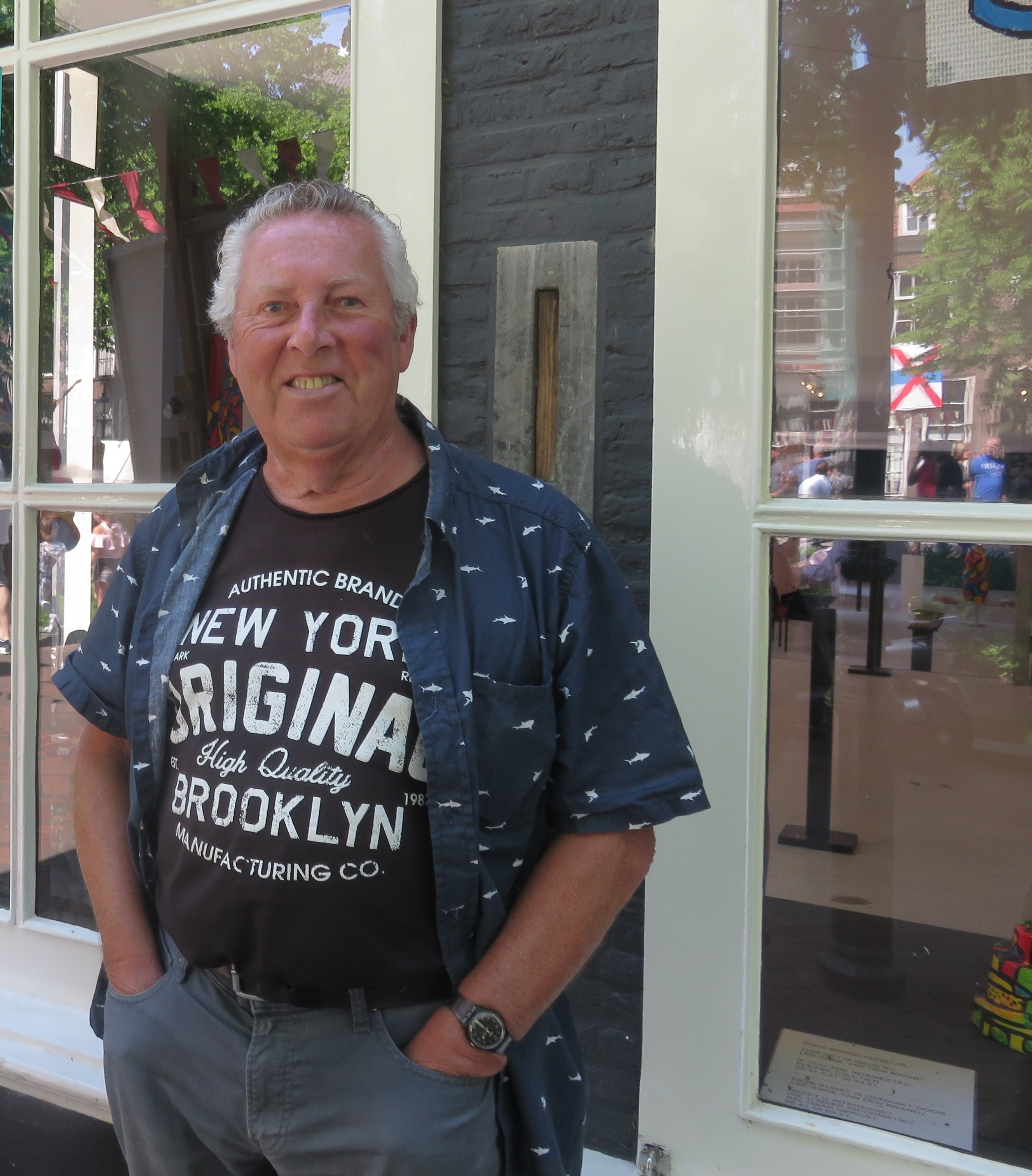
Portret, coproductie met Marjon de Man, 2018
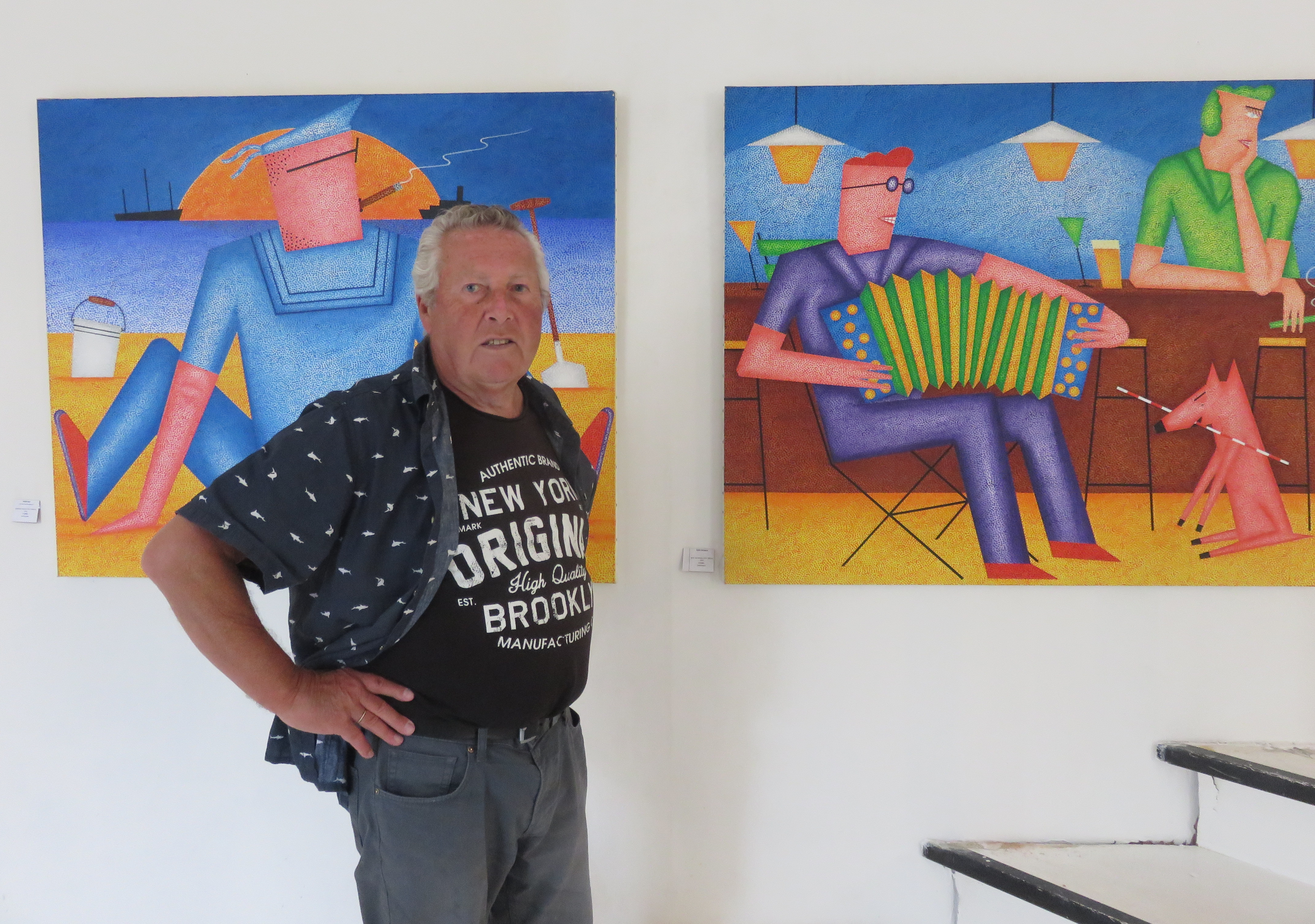
Pointillistisch werk uit 2003-04

- RKD-Nederlands Instituut voor Kunstgeschiedenis: 86495